# Ferdinand Walter (Theologe)
Carl Ferdinand Maximilian Anton Walter (* 30. September 1801 im Pastorat Wolmar, Gouvernement Livland, Russisches Kaiserreich; † 29. Juni 1869 im Pastorat Pernigel, Gouvernement Livland) war ein deutschbaltischer evangelisch-lutherischer Theologe, der als Pfarrer in Neuermühlen und Wolmar sowie als Generalsuperintendent Livlands wirkte.

## Familie und Privates
Ferdinand Walter entstammte einer bürgerlichen Rigaer Familie, aus der zahlreiche Ärzte, Pädagogen und Theologen hervorgegangen sind. Er war ein Sohn des Hermann Johann Walter, Kreisarzt in Wolmar, und seiner Ehefrau Marie Elisabeth, geb. Walter. Der Theologe Julius Piers Ernst Hermann Walter war sein Bruder. Der Philosoph Julius Guido Wilhelm Hermann Walter war sein Sohn.
Am 11. Mai 1832 heiratete Walter in Wolmar Catharina Fowelin.

## Ausbildung und Beruf
Zunächst von einer seiner Schwestern im elterlichen Haushalt unterrichtet, besuchte Ferdinand Walter später die Bürgerschule in Wolmar und das Gymnasium in Dorpat. Im Jahr 1819 nahm er das Studium der Theologie an der Kaiserlichen Universität Dorpat auf und setzte es an der Akademie zu Abo fort. Dort wurde er 1823 an der philosophischen Fakultät promoviert. Im Folgejahr legte er seine Prüfungen vor dem Konsistorium in Riga ab.
Nach mehrjährigen Erfahrungen als Hauslehrer immatrikulierte sich Walter 1827 an der Friedrich-Wilhelms-Universität Berlin. Dort blieb er bis 1828 und hörte Vorlesungen bei Schleiermacher, Hegel und Neander.
Im Jahr 1829 wurde Walter das Pfarramt in Neuermühlen übertragen. Als das Pfarramt in Wolmar 1833 frei wurde, wechselte er jedoch in seine Heimatstadt. Walter, der sich zeitlebens für das Bildungswesen starkmachte, erreichte im Jahr 1839 die Gründung eines Lehrerseminars in Wolmar. Das dortige Pfarramt versah er bis 1855.
Neben seiner Tätigkeit als Gemeindepfarrer vertrat er von 1842 bis 1848 als Mitglied des evangelisch-lutherischen Generalkonsistoriums die Interessen der evangelisch-lutherischen Kirche gegenüber der russisch-orthodoxen Herrschaft des Kaiserreichs. In dieser Eigenschaft gelang es ihm, die geplante Umwandlung der theologischen Fakultät der Universität Dorpat zu einem Predigerseminar zu verhindern. Seine Tätigkeit für das Generalkonsistorium endete, als er sich in einem Gerichtsverfahren gegen die Beschuldigung, er habe in einer Predigt die russisch-orthodoxe Kirche beleidigt, verteidigen musste und sich nicht der anstehenden Wiederwahl stellen konnte. Der Prozess endete mit Walters Rehabilitierung.
Walter wurde 1855 zum livländischen Generalsuperintendenten gewählt und durch Kaiser Alexander II. in seinem Amt bestätigt. Vier Jahre später wurde er zum evangelisch-lutherischen Bischof ernannt.
In seiner Predigt zur Eröffnung des Livländischen Landtags am 9. März 1864 setzte er sich für die Germanisierung der Esten und Letten ein. Die russische Presse unterstellte ihm separatistische Tendenzen und attackierte ihn heftig. In der Folge wurde Walter zum Rücktritt als Generalsuperintendent gezwungen. Seinen Ruhestand verbrachte er in Dorpat.

## Porträts
- Walter, Ferdinand Maximilian Carl Anton In: Digiporta Digitales Porträtarchiv.